# Ветроэнергетика Индии
Индия — один из мировых лидеров ветроэнергетики. В 2015 году Индия занимала четвёртое место в мире по мощности установленных ветрогенераторов — после Китая, США и Германии. По состоянию на июль 2016 года в Индии установлены 27 151 МВт генерирующих мощностей.
Тулси Танти (владелец компании Suzlon Energy) называет несколько причин ускоренного развития ветряной энергетики в Индии: низкая стоимость оборудования, правительственные инициативы, энергетическая безопасность, рост спроса на электроэнергию, экология. В 2022 году мощность ветроэнергетики составляла 41 930 МВт.

## История
Первые демонстрационные ветрогенераторы мощностью 55 кВт и 110 кВт начали работать 15 января 1986 года.
Первая частная ветряная электростанция начала работать 28 марта 1990 года на химическом заводе  Pandian Chemicals в городе Мадурае.
| Год  | Суммарные мощности, МВт |
| ---- | ----------------------- |
| 1990 | 32                      |
| 1991 | 37                      |
| 1992 | 41                      |
| ~    | ~                       |
| 1999 | 1024                    |
| 2000 | 1167                    |
| 2001 | 1340                    |
| 2002 | 1628                    |
| 2003 | 1870                    |
| 2004 | 2483                    |
| 2005 | 3595                    |
| 2006 | 5341                    |
| 2007 | 7845                    |
| 2008 | 9645                    |
| 2009 | 13064                   |
| 2010 | 16084                   |
| 2011 | 18421                   |
| 2012 | 20149                   |
| 2013 | 21264                   |
| 2014 | 23354                   |
| 2015 | 26769                   |

Таблица: Установленные мощности по годам

## Потенциал
Министерство Нетрадиционных Энергетических Ресурсов (MNES) оценивает потенциал ветроэнергетики Индии в 45 195 МВт. Компания Vestas RRB India Ltd оценивает потенциал в 60 тысяч МВт.
Наибольшим потенциалом обладает штат Гуджарат — 9 675 МВт.
На большей части территории страны дуют хорошие ветры с мая по октябрь. В Тирунелвели два ветряных сезона: с мая по октябрь и с ноября по март. В Муппандали (юг Тамилнада) в пиковый период скорость ветра составляет 12-13 м/с, а среднегодовая скорость ветра 6-7 м/с.
В сентябре 2007 года правительство Индии утвердило план развития ветряной энергетики на 11 пятилетку (2007—2012). До 2012 года в Индии будет построено 10 500 МВт новых ветряных электростанций.
Правительство Индии предоставит различные льготы коммерческим ветряным электростанциям, включая 10-летние налоговые каникулы, отмену импортных пошлин на некоторое оборудование и т. д.

## Установленные мощности по штатам
| Место | Штат       | Мощность, МВт |
| ----- | ---------- | ------------- |
| 1     | Тамилнад   | 4889,765      |
| 2     | Махараштра | 1942,25       |
| 3     | Гуджарат   | 1565,61       |
| 4     | Карнатака  | 1340,23       |
| 5     | Раджастхан | 738,5         |

Таблица: установленные мощности по штатам Индии, на 31 марта 2010 года.
В 2006 году Индия вырабатывала из энергии ветра 3,4 % всей электроэнергии. В 2006 году установленные энергетические мощности, работающие на возобновляемых источниках, достигли 7 тысяч МВт, что составляло 6 % от всех мощностей страны.

## Крупнейшие поставщики ветрогенераторов
| Место | Название                                   | Общая мощность, МВт |
| ----- | ------------------------------------------ | ------------------- |
| 1     | Suzlon Energy                              | 1953,89             |
| 2     | Enercon                                    | 872,87              |
| 3     | Vestas RRB (совместное предприятие Vestas) | 500,67              |
| 4     | NEPC-Micon                                 | 325,12              |
| 5     | NEPC India                                 | 231,125             |

Таблица: Крупнейшие поставщики ветрогенераторов на 31 марта 2006 года.
В начале 2010 года суммарные мощности индийских производителей ветрогенераторов оценивались в 3000 МВт. — 3500 МВт. ветрогенераторов в год.

## Офшорная ветроэнергетика
Развитие офшорной ветроэнергетики проблематично — в Индии трудно найти место для офшорных ферм из-за большой глубины Индийского океана.

## Проблемы развития
Развитие ветроэнергетики в Индии сдерживается дефицитом передающих мощностей. Например, в 2005 году некоторые турбины в штате Тамилнад не работали по 8-10 часов в день в пиковый сезон из-за недостаточных мощностей передающих сетей.

## Правительственная поддержка
Электрический Акт 2003 года обязывает Энергетические Комиссии Штатов развивать производство энергии из возобновляемых источников и устанавливает минимальный процент электроэнергии, полученной из альтернативных источников, который должен покупаться энергетическими компаниями штатов.
Любая индийская компания может купить ветряную турбину и установить её на общественной ветряной ферме, которая поставляет энергию в сеть штата. Если мощности турбины хватает для удовлетворения нужд компании, для компании фиксируют стоимость электроэнергии. Если мощности турбины не достаточно, её владелец может списать стоимость турбины за 4 года и зафиксировать стоимость электроэнергии на 20 лет — срок службы турбины.
Индия — энергодефицитная страна. В больших объёмах инвестируют в ветрогенерацию производители цемента и текстиля (по Схеме Финансирования Реконструкции Текстильной Отрасли (TUFS).
Покупатель ветряной турбины может применить ускоренную амортизацию — до 80 % в год установки. Это объясняет, почему индийские звёзды кино и спорта инвестируют в ветряную энергетику. Максимальное количество установок ветряных турбин приходится на март — последний месяц фискального года.
Около 65 % электроэнергии, вырабатываемой ветрогенераторами, в 2006 году потреблялось их владельцами. Остальная электроэнергия подаётся в электрические сети.

## Цены
Энергетические комиссии штатов самостоятельно устанавливают тарифы на электроэнергию, производимую из возобновляемых источников энергии.
Например, в 2006 году в штате Тамилнад был установлен тариф на электричество, произведённое ветряными электростанциями, в размере Rs 2,75 за кВт·ч, что составляло примерно $0,0219 за кВт·ч. Предыдущий тариф Rs 2,70 оставался неизменным в течение 5 лет. При 20-летнем сроке службы ветрогенератора себестоимость киловатт-часа электроэнергии составляла в 2006 году Rs 1,10 — Rs 1,15.